# Список військових баз США за кордоном

Карта військових інсталяцій США за кордоном

Список військових баз США за кордоном — список військових інсталяцій, об'єктів, що перебувають під юрисдикцією Збройних сил США на території інших країн. Під військовою інсталяцією розуміють військову базу, табір, пост, станцію, полігон, навчальний або випробувальний центр, порт або інший географічний об'єкт, який перебуває у веденні міністерства оборони США, у тому числі об'єкти, що тимчасово управляються американськими військовими на правах оренди. В деяких випадках військова інсталяція об'єднує декілька окремих об'єктів під загальним керівництвом.
Сполучених Штатам належить найбільша у світі кількість військових об'єктів за кордоном, зокрема 38 з них мають власне ім'я. Найбільшою такою військовою базою США є база Повітряних сил США «Рамштайн».

## За країною/адміністративною одиницею

### Австралія
| Назва    | Фото | Розташування                     | Належність               | Роль | Прим. |
| -------- | ---- | -------------------------------- | ------------------------ | --- | --- |
| Пайн Геп |      | Аліс-Спрингс, Північна територія | Міністерство оборони США | Об'єднана науково-дослідницька наземна станція космічної оборони (англ. Joint Defence Space Research Facility) | використовується військовослужбовцями США та оперативниками ЦРУ, АНБ, Національним агентством військово-космічної розвідки спільно з австралійським міністерством оборони та Розвідувальним співтовариством Австралії. |

### Бахрейн
| Назва   | Фото | Розташування | Належність                              | Роль                   | Прим.                                             |
| ------- | ---- | ------------ | --------------------------------------- | ---------------------- | ------------------------------------------------- |
| Бахрейн |      | Манама       | Міністерство військово-морських сил США | військово-морська база | 5-й флот/Центральне командування ВМС США          |
| Іса     |      | Бахрейн      |                                         | авіабаза               | використовується як резервна база для авіації США |

### Бельгія
| Назва          | Фото | Розташування | Належність | Роль     | Прим.                                             |
| -------------- | ---- | ------------ | ---------- | -------- | ------------------------------------------------- |
| Ш'євр          |      | Ш'євр        |            | авіабаза | використовується як резервна база для авіації США |
| Кляйне-Брогель |      | Пер          |            | авіабаза | використовується як резервна база для авіації США |

### Болгарія
| Назва          | Фото | Розташування   | Належність | Роль              | Прим.                                    |
| -------------- | ---- | -------------- | ---------- | ----------------- | ---------------------------------------- |
| Айтос          |      | Айтос          |            | логістичний центр | спільна болгарсько-американська база     |
| Безмер         |      | Безмер         |            | авіабаза          | спільна болгарсько-американська база     |
| Граф-Ігнатієво |      | Граф-Ігнатієво |            | авіабаза          | спільна болгарсько-американська авіабаза |
| Ново-Село      |      | Граф-Ігнатієво |            | військова база    | спільна болгарсько-американська база     |

### Британська Територія в Індійському Океані
| Назва        | Фото | Розташування | Належність                              | Роль                   | Прим.                                                    |
| ------------ | ---- | ------------ | --------------------------------------- | ---------------------- | -------------------------------------------------------- |
| Дієго-Гарсія |      | Дієго-Гарсія | Міністерство військово-морських сил США | військово-морська база | використовується також, як резервна база для авіації США |

### Велика Британія
| Назва      | Фото | Розташування            | Належність                      | Роль                               | Прим. |
| ---------- | ---- | ----------------------- | ------------------------------- | ---------------------------------- | ----- |
| Алконбері  |      | Гантінгдоншир           | Міністерство Повітряних сил США | авіабаза                           |       |
| Кроутон    |      | Кроутон, Нортгемптоншир | Міністерство Повітряних сил США | військова база зі станцією зв'язку |       |
| Лейкенхіт  |      | Брандон, Суффолк        | Міністерство Повітряних сил США | авіабаза                           |       |
| Мілденхолл |      | Мілденхолл, Суффолк     | Міністерство Повітряних сил США | авіабаза                           |       |

### Гренландія
| Назва    | Фото | Розташування | Належність                      | Роль     | Прим. |
| -------- | ---- | ------------ | ------------------------------- | -------- | ----- |
| Пітуффік |      | Каанаак      | Міністерство Повітряних сил США | авіабаза |       |

### Гондурас
| Назва     | Фото | Розташування | Належність                      | Роль     | Прим. |
| --------- | ---- | ------------ | ------------------------------- | -------- | ----- |
| Сото-Кано |      | Комаягуа     | Міністерство Повітряних сил США | авіабаза |       |

### Греція
| Назва | Фото | Розташування | Належність | Роль                   | Прим.                                         |
| ----- | ---- | ------------ | ---------- | ---------------------- | --------------------------------------------- |
| Крит  |      | Суда         |            | військово-морська база | використовується як резервна база для ВМС США |

### Джибуті
| Назва        | Фото | Розташування     | Належність                              | Роль           | Прим.                  |
| ------------ | ---- | ---------------- | --------------------------------------- | -------------- | ---------------------- |
| Кемп-Лемоньє |      | аеропорт Джибуті | Міністерство військово-морських сил США | військова база | база експедиційних сил |

### Ізраїль
| Назва  | Фото | Розташування | Належність                              | Роль                                         | Прим.    |
| ------ | ---- | ------------ | --------------------------------------- | -------------------------------------------- | -------- |
| Дімона |      | Дімона       | Міністерство армії США                  | радіолокаційна станція раннього попередження |          |
| Хайфа  |      | Хайфа        | Міністерство військово-морських сил США | військово-морська база                       | 6-й флот |

### Іспанія
| Назва | Фото | Розташування         | Належність | Роль                                          | Прим.                                             |
| ----- | ---- | -------------------- | ---------- | --------------------------------------------- | ------------------------------------------------- |
| Морон |      | Морон-де-ла-Фронтера |            | авіабаза                                      | використовується як резервна база для авіації США |
| Рота  |      | Рота                 |            | військово-морська та військово-повітряні бази | використовується як резервна база для ЗС США      |

### Італія
| Назва          | Фото | Розташування     | Належність                              | Роль                               | Прим.                                  |
| -------------- | ---- | ---------------- | --------------------------------------- | ---------------------------------- | -------------------------------------- |
| Авіано         |      | Авіано           | Міністерство Повітряних сил США         | авіабаза                           |                                        |
| Казерна Едерле |      | Віченца          | Міністерство армії США                  | військова база                     | Африканська армія США                  |
| Сігонелла      |      | Катанія, Сицилія | Міністерство військово-морських сил США | авіабаза                           |                                        |
| Неаполь        |      | Неаполь          | Міністерство військово-морських сил США | військово-морська база             | 6-й флот/Командування ВМС США у Європі |
| Кемп-Дербі     |      | Піза             |                                         | військова база, полігон, госпіталь |                                        |

### Камерун
| Назва | Фото | Розташування | Належність             | Роль     | Прим.                         |
| ----- | ---- | ------------ | ---------------------- | -------- | ----------------------------- |
| Гаруа |      | Гаруа        | Міністерство армії США | авіабаза | 10-та гірсько-піхотна дивізія |

### Катар
| Назва     | Фото | Розташування | Належність                      | Роль     | Прим.                                      |
| --------- | ---- | ------------ | ------------------------------- | -------- | ------------------------------------------ |
| Ель-Удейд |      | Доха         | Міністерство Повітряних сил США | авіабаза | Центральне командування Повітряних сил США |

### Косово
| Назва         | Фото | Розташування | Належність             | Роль           | Прим.                                              |
| ------------- | ---- | ------------ | ---------------------- | -------------- | -------------------------------------------------- |
| Кемп-Бондстіл |      | Феріжай      | Міністерство армії США | військова база |                                                    |
| Філм-сіті     |      | Приштина     | Міністерство армії США | військова база | Об'єднана військова база НАТО — штаб-квартира KFOR |

### Куба
| Назва      | Фото | Розташування | Належність                              | Роль                   | Прим. |
| ---------- | ---- | ------------ | --------------------------------------- | ---------------------- | ----- |
| Гуантанамо |      | Гуантанамо   | Міністерство військово-морських сил США | військово-морська база |       |

### Кувейт
| Назва         | Фото | Розташування | Належність                              | Роль                                      | Прим.                                                                     |
| ------------- | ---- | ------------ | --------------------------------------- | ----------------------------------------- | ------------------------------------------------------------------------- |
| Кувейт        |      | Ель-Кувейт   | Міністерство військово-морських сил США | військово-морська база                    |                                                                           |
| Алі-Ель-Салем |      | Ель-Кувейт   | Міністерство Повітряних сил США         | авіабаза                                  |                                                                           |
| Кемп-Арифджан |      | Ель-Кувейт   | Міністерство армії США                  | військова база (передова логістична база) | спільна база армії, Корпусу морської піхоти, ПС, ВМС та Берегової охорони |
| Кемп-Бюрінг   |      | Ель-Кувейт   | Міністерство армії США                  | етапний пункт; проміжний аеродром         |                                                                           |

### Німеччина
| Назва                         | Фото | Розташування             | Належність                              | Роль                               | Прим.                                                                                        |
| ----------------------------- | ---- | ------------------------ | --------------------------------------- | ---------------------------------- | -------------------------------------------------------------------------------------------- |
| Гайленкірхен                  |      | Гайленкірхен             |                                         | авіабаза                           | авіаційна база НАТО                                                                          |
| Рамштайн                      |      | Рамштайн-Мізенбах        | Міністерство Повітряних сил США         | авіабаза                           | Об'єднане командування ПС НАТО/Командування Повітряних сил США у Європі/3-тя повітряна армія |
| Шпангдалем                    |      | Шпангдалем               | Міністерство Повітряних сил США         | авіабаза                           |                                                                                              |
| Даггер-комплекс               |      | Дармштадт                | Міністерство армії США                  | дослідницький розвідувальний центр | Командування розвідки та безпеки армії США                                                   |
| Казарми генерала Люсіуса Клея |      | Вісбаден                 | Міністерство армії США                  | військова база                     | Європейська армія                                                                            |
| Казарми Каттербах             |      | Ансбах                   | Міністерство армії США                  | військова база                     |                                                                                              |
| Келлі-Барракс                 |      | Штутгарт                 | Міністерство армії США                  | військова база                     | Африканське Командування Збройних сил США                                                    |
| Патч-Барракс                  |      | Штутгарт                 | Міністерство армії США                  | військова база                     | Європейське Командування Збройних сил США                                                    |
| Зембах-Казерн                 |      | Зембах                   | Міністерство армії США                  | військова база                     |                                                                                              |
| Панцер-Казерн                 |      | Панцер-Казерн, Беблінген | Міністерство військово-морських сил США | військова база                     | Командування ССО США «Європа», Європейське Командування корпусу морської піхоти США          |

### Нідерланди
| Назва  | Фото | Розташування | Належність | Роль     | Прим.                            |
| ------ | ---- | ------------ | ---------- | -------- | -------------------------------- |
| Волкел |      | Маасгорст    |            | авіабаза | резервна база Повітряних сил США |

### Норвегія
| Назва | Фото | Розташування | Належність | Роль     | Прим.                            |
| ----- | ---- | ------------ | ---------- | -------- | -------------------------------- |
| Сула  |      | Ставангер    |            | авіабаза | резервна база Повітряних сил США |

### ОАЕ
| Назва       | Фото | Розташування | Належність | Роль                   | Прим.                            |
| ----------- | ---- | ------------ | ---------- | ---------------------- | -------------------------------- |
| Ель-Дафра   |      | Абу-Дабі     |            | авіабаза               | резервна база Повітряних сил США |
| Джебель-Алі |      | Джебель-Алі  |            | військово-морська база | резервна база ВМС США            |

### Оман
| Назва   | Фото | Розташування | Належність | Роль     | Прим.                            |
| ------- | ---- | ------------ | ---------- | -------- | -------------------------------- |
| Масіра  |      | Масіра       |            | авіабаза | резервна база Повітряних сил США |
| Тумраїт |      | Тумраїт      |            | авіабаза | резервна база Повітряних сил США |

### Південна Корея
| Назва          | Фото | Розташування | Належність                              | Роль                   | Прим.                |
| -------------- | ---- | ------------ | --------------------------------------- | ---------------------- | -------------------- |
| Кемп-Волкер    |      | Тегу         | Міністерство армії США                  | військова база         |                      |
| Кемп-Гамфріс   |      | Пхьонтек     | Міністерство армії США                  | військова база         |                      |
| Кемп-Генрі     |      | Тегу         | Міністерство армії США                  | військова база         |                      |
| Кемп-Гові      |      | Тондучхон    | Міністерство армії США                  | військова база         |                      |
| Кемп-Джексон   |      | Ийджонбу     | Міністерство армії США                  | військова база         |                      |
| Кемп-Кейсі     |      | Тондучхон    | Міністерство армії США                  | військова база         |                      |
| Кемп-Керолл    |      | Векван       | Міністерство армії США                  | військова база         |                      |
| Кемп-Ред Клауд |      | Ийджонбу     | Міністерство армії США                  | військова база         |                      |
| Кунсан         |      | Кунсан       | Міністерство Повітряних сил США         | авіабаза               |                      |
| Осан           |      | Пхьонтек     | Міністерство Повітряних сил США         | авіабаза               | 7-ма повітряна армія |
| Чінхегу        |      | Пусан        | Міністерство військово-морських сил США | військово-морська база |                      |

### Португалія
| Назва | Фото | Розташування      | Належність | Роль     | Прим.                            |
| ----- | ---- | ----------------- | ---------- | -------- | -------------------------------- |
| Лажеш |      | Азорські острови) |            | авіабаза | резервна база Повітряних сил США |

### Сінгапур
| Назва     | Фото | Розташування | Належність | Роль     | Прим.                            |
| --------- | ---- | ------------ | ---------- | -------- | -------------------------------- |
| Пая-Лебар |      | Пая-Лебар    |            | авіабаза | резервна база Повітряних сил США |

### Туреччина
| Назва     | Фото | Розташування | Належність                      | Роль                               | Прим. |
| --------- | ---- | ------------ | ------------------------------- | ---------------------------------- | ----- |
| Інджирлік |      | Адана        | Міністерство Повітряних сил США | авіабаза                           |       |
| Ізмір     |      | Ізмір        | Міністерство Повітряних сил США | військова база зі станцією зв'язку |       |

### Японія
| Назва           | Фото | Розташування             | Належність                              | Роль                                                                                      | Прим.                                  |
| --------------- | ---- | ------------------------ | --------------------------------------- | ----------------------------------------------------------------------------------------- | -------------------------------------- |
| Ацуґі           |      | Префектура Канаґава      | Міністерство військово-морських сил США | авіабаза                                                                                  |                                        |
| Івакуні         |      | Івакуні, Ямаґуті         | Міністерство військово-морських сил США | авіабаза                                                                                  |                                        |
| Йокосука        |      | Йокосука                 | Міністерство військово-морських сил США | військово-морська база                                                                    |                                        |
| Йокота          |      | Фусса                    | Міністерство Повітряних сил США         | авіабаза                                                                                  | Командування Збройних сил США в Японії |
| Кадена          |      | Кадена, Окінава          | Міністерство Повітряних сил США         | авіабаза                                                                                  |                                        |
| Кемп-Гансен     |      | Кін, Окінава             | Міністерство військово-морських сил США | військова база у складі бази «Смедлі Батлер»                                              |                                        |
| Кемп-Гонсалвес  |      | Накіджін/Хіґаші, Окінава | Міністерство військово-морських сил США | навчально-тренувальний центр бойовим діям в умовах джунглів у складі бази «Смедлі Батлер» |                                        |
| Кемп-Зама       |      | Дзама/Саґаміхара         | Міністерство армії США                  | військова база                                                                            | Армія США «Японія»                     |
| Кемп-Кінсер     |      | Урасое, Окінава          | Міністерство військово-морських сил США | військова база у складі бази «Смедлі Батлер»                                              |                                        |
| Кемп-Кортні     |      | Урума, Окінава           | Міністерство військово-морських сил США | військова база у складі бази «Смедлі Батлер»                                              |                                        |
| Кемп-Макт'юріос |      | Урума, Окінава           | Міністерство військово-морських сил США | військова база у складі бази «Смедлі Батлер»                                              |                                        |
| Кемп-Фостер     |      | Ґінован, Окінава         | Міністерство військово-морських сил США | військова база у складі бази «Смедлі Батлер»                                              |                                        |
| Кемп-Фудзі      |      | Ґотемба, Сідзуока        | Міністерство військово-морських сил США | військова база у складі бази «Смедлі Батлер»                                              |                                        |
| Кемп-Шваб       |      | Наґо, Окінава            | Міністерство військово-морських сил США | військова база у складі бази «Смедлі Батлер»                                              |                                        |
| Місава          |      | Місава, Аоморі           | Міністерство Повітряних сил США         | авіабаза                                                                                  |                                        |
| Сасебо          |      | Сасебо                   | Міністерство військово-морських сил США | військово-морська база                                                                    |                                        |
| Смедлі Батлер   |      | Окінава                  | Міністерство військово-морських сил США | об'єднана військова база                                                                  |                                        |
| Торіі Стейшн    |      | Йомітан                  | Міністерство армії США                  | військова база                                                                            |                                        |
| Футенма         |      | Ґінован, Окінава         | Міністерство військово-морських сил США | авіабаза                                                                                  |                                        |